# Jens Keukeleire
Jens Keukeleire (Brujas, Bélgica, 23 de noviembre de 1988) es un ciclista belga que fue profesional entre 2010 y 2023.

## Biografía
Debutó la temporada 2010 con el equipo Cofidis. Su primera temporada como profesional fue bastante buena, destacándose como un buen clasicómano con una gran punta de velocidad en llegada de grupos reducidos. Esta temporada ganó los Tres Días de Flandes Occidental, además de dos clásicas de menor importancia como Le Samyn y Nokere Koerse.
En 2012, consagrado ya como un gran ciclista, fichó por el recién creado equipo australiano Orica-GreenEDGE. No obstante, con este equipo no destacó tanto en su primera temporada, aunque consiguió una destacable actuación el la Vuelta a Burgos 2013, ganando dos etapas y la clasificación de la regularidad, tras renovar hasta 2015 con Orica-GreenEDGE días antes.
En 2016, consiguió su triunfo más importante al vencer una etapa de la Vuelta a España con final en Bilbao.

## Palmarés
2009 (como amateur)
- Gran Premio Van de Stad Geel

2010
- Le Samyn
- Tres Días de Flandes Occidental, más 1 etapa
- Nokere Koerse

2011
- 1 etapa de la Vuelta a Austria

2013
- 2 etapas de la Vuelta a Burgos

2016
- 1 etapa del Tour de Eslovenia
- 1 etapa de la Vuelta a España

2017
- Vuelta a Bélgica

2018
- Vuelta a Bélgica

## Resultados en Grandes Vueltas y Campeonatos del Mundo
| Carrera         | Carrera         | 2010 | 2011 | 2012  | 2013 | 2014 | 2015 | 2016 | 2017 | 2018 | 2019 | 2020 | 2021 | 2022 | 2023 |
| --------------- | --------------- | ---- | ---- | ----- | ---- | ---- | ---- | ---- | ---- | ---- | ---- | ---- | ---- | ---- | ---- |
|                 | Giro de Italia  | —    | —    | 127.º | 74.º | —    | —    | —    | —    | —    | —    | —    | 78.º | —    | —    |
|                 | Tour de Francia | —    | —    | —     | —    | 67.º | —    | —    | 59.º | Ab.  | 98.º | 89.º | —    | —    | —    |
|                 | Vuelta a España | —    | —    | —     | —    | —    | 93.º | 64.º | —    | —    | —    | —    | 50.º | —    | —    |
| Mundial en Ruta | Mundial en Ruta | —    | —    | —     | —    | —    | 71.º | Ab.  | 87.º | —    | —    | —    | —    | —    | —    |

—: no participa

Ab.: abandono